# Carl Schneeweiss
Carl Schneeweiss (* 15. April 1745 in Salzburg; † 30. April 1826 ebenda) war ein Salzburger Zeichner, Kupferstecher und Maler.

## Leben
Er besuchte zuerst die Salzburger Hofzeichnungsschule. Erzbischof Sigismund von Schrattenbach ermöglichte ihm ab 1769 das Studium an der Akademie der Kupferstecher in Wien; hier erlernte er bei Jacob Matthias Schmutzer die Technik des Kupferstechens sowie das Figuren- und Architekturzeichnen. Ab 1771 wirkte er als Zeichenlehrer in der Pagerie (= Pagenbildungsanstalt) und bei mehreren adeligen Familien in Salzburg. 1776 bis 1779 hielt er sich auf Empfehlung des erzbischöflichen Obersthofmeisters Franz Laktanz Graf von Firmian in Mailand bei dessen Bruder Karl Joseph von Firmian, Generalgouverneur der Lombardei, auf. Danach kam er zu Laktanz‘ Bruder Bischof Leopold Ernst von Firmian nach Passau und blieb dort bis zum Ableben seines Förderers (1783). Zurückgekehrt nach Salzburg wirkte er bis zu seinem Tod wieder als Zeichenlehrer und freiberuflicher Künstler.

## Werk
Seine Arbeiten sind typisch für die Gebrauchskunst um 1800. Er stellte Ansichtsserien, teilweise als Umrißradierungen, die er meist in Grisaille im Klein- und Miniaturformat ausführte, Visitenkarten mit Salzburger Hausansichten, Portraitstiche, Gesellenbriefe oder Andachtsbilder her. Das Salzburg Museum verwahrt über 200 Arbeiten des Künstlers, meistens Visitenkarten und Kupferstiche; letztere hat er teilweise nach Bildern des Laktanz von Firmian gestochen. Das Museum verwahrt auch 14 Ölgemälde mit Ansichten von Salzburg. 2025 konnten weitere, u. a. mit Ansichten des Mirabellgartens, des Kapitelplatzes oder von Schloss Mirabell, erworben werden. In der Universitätsbibliothek Salzburg befindet sich eine Sondersammlung über Salzburger Bauten um 1800, die sich auf Visitenkarten von Schneeweiss finden und die für die Baugeschichte der Stadt eine besondere Bedeutung haben.